# Без ограничения на общността
„Без ограничения на общността“ е израз, често използван в математиката. Използва се преди да се направи допускане в рамките на доказателство, което ограничава до някакъв специален случай обхвата на допускането. С израза се прави декларацията, че доказаталството за този специален случай може аналогично да се приложи и към всички останали случаи, или че другите случаи са по същество еквивалентни.

## Пример
Да разгледаме следното твърдение, което е частен случай на Принципа на Дирихле:
Твърдение
Ако имаме три предмета, оцветени или в синьо, или в червено, то поне два от тях са оцветени в един и същ цвят.
Доказателство
Да допуснем, без ограничения на общността, че първият предмет е оцветен в червено. Ако който и да е от другите два предмета е оцветен в червено, то твърдението е доказано. В противен случай, другите два предмета ще са едновременно оцветени в синьо, с което твърдението отново е доказано.
В примера изразът „без ограничения на общността“ означава, че можем да приложим една и съща схема на разсъжденията без значение какво е първоначалното допускане за цвета на първия предмет, т.е. може да се направи алтернативното предположение, че първият предмет е син и доказателството на твърдението да протече по аналогия, съответно разменяйки цветовете.